# Julio Mayora
Julio Rubén Mayora-Pernía (Catia La Mar, 2 settembre 1996) è un sollevatore venezuelano attivo nella categoria dei pesi leggeri (fino a 67/69/73 kg.).

## Carriera
Nel 2017 Mayora ha vinto la medaglia d'argento ai Campionati panamericani di sollevamento pesi svoltisi a Miami con 315 kg. nel totale nella categoria fino a 69 kg., battuto dal colombiano Luís Javier Mosquera-Lozano (325 kg.).
L'anno successivo, agli stessi Campionati svoltisi a Santo Domingo, ha vinto la medaglia d'oro con 325 kg. nel totale. Qualche mese più tardi ha partecipato ai Campionati mondiali di Aşgabat, sempre nei pesi leggeri, il cui limite era stato abbassato a 67 kg., ottenendo la medaglia di bronzo con 322 kg. nel totale.
Nel 2019 ha partecipato ai Giochi Panamericani di Lima nei pesi leggeri, il cui limite era stato elevato a 73 kg., vincendo la medaglia d'oro con 349 kg. nel totale.
Nel 2020 ha vinto la medaglia d'argento ai Campionati panamericani di Santo Domingo con 341 kg. nel totale.
L'anno successivo ha partecipato alle Olimpiadi di Tokyo 2020, ottenendo un'altra medaglia d'argento con 346 kg. nel totale, alle spalle del cinese Shi Zhiyong, il quale nell'occasione ha stabilito il nuovo record del mondo nel totale con 364 kg.
Nel 2023 ha vinto la medaglia d'oro ai Campionati panamericani di Bariloche con 332 kg. nel totale e la medaglia d'oro ai Giochi Panamericani di Santiago del Cile con 342 kg. nel totale.